# Midtjyske Jernbaner
Midtjyske Jernbaner (MJ) is een private spoorwegmaatschappij in het midden van Jutland in Denemarken, ontstaan door een fusie tussen de private spoorwegmaatschappijen Hads-Ning Herreders Jernbane (HHJ) en Vemb-Lemvig-Thyborøn Jernbane (VLTJ) in 2008. Het bedrijf voert de lokale treindiensten uit op de trajecten Aarhus - Odder (Odderbanen) en Vemb - Lemvig - Thyborøn (Lemvigbanen), alsmede goederentreinen van en naar Rønland. Met de fusie is ook de exploitatie van Lemvigbanen de komende jaren zeker gesteld. MJ is zelfs begonnen met het verbeteren van de perrons van de haltes aan deze lijn.

## Materieel
MJ beschikt over het gezamenlijke materieelpark van de beide gefuseerde spoorwegmaatschappijen HHJ en VLTJ, bestaande uit Lynette dieseltreinstellen en enkele diesellocomotieven. Na 2013 zal het materieelpark worden vernieuwd.